# Hendrik Groen
Hendrik Groen, pseudoniem van Peter de Smet, is een Nederlands schrijver. Hij is de auteur van het in 2014 verschenen boek Pogingen iets van het leven te maken: Het geheime dagboek van Hendrik Groen, 83¼ jaar. Het vervolg Zolang er Leven is: Het nieuwe geheime dagboek van Hendrik Groen, 85 jaar verscheen in 2016. Beide boeken wonnen de Publieksprijs voor het Nederlandse Boek / de NS Publieksprijs.

## Pseudoniem
Jarenlang was onbekend wie er schuilging achter het pseudoniem. Dit leidde tot allerlei speculaties. Namen uiteenlopend van Sylvia Witteman tot Arnon Grunberg werden genoemd. De Volkskrant en NRC Handelsblad onthulden in 2016 vrijwel gelijktijdig dat het ging om de toen 62-jarige Peter de Smet. De Smet reageerde daarop met de woorden dat hij 'niet zit te wachten op publiciteit' en dat hij geen zin had 'in de heisa van bekendheid'.
Toen Pogingen iets van het leven te maken in 2016 de Publieksprijs voor het Nederlandse Boek won, haalde De Smet de prijs dan ook niet persoonlijk op. In 2018 won ook zijn tweede boek Zolang er leven is de NS Publieksprijs. De prijs werd in ontvangst genomen door de acteur Kees Hulst.

## Verfilming
In 2017 werden de boeken verfilmd en door Omroep MAX uitgezonden als de televisieserie Het geheime dagboek van Hendrik Groen, met Kees Hulst in de rol van Hendrik Groen. Scenarioschrijver Martin van Waardenberg bevestigde dat De Smet de man achter het pseudoniem was. In hetzelfde jaar werd ook een toneelbewerking onder regie van Gijs de Lange op de planken gebracht, met Beau Schneider in de rol van Hendrik Groen. In 2019 volgde een tweede televisieserie bij omroep MAX, Het geheime dagboek van Hendrik Groen, Zolang er leven is.

## Bestseller 60
| Boeken met noteringen in de Nederlandse Bestseller 60                                 | Jaar van verschijnen | Datum van binnenkomst | Hoogste positie | Aantal weken | Opmerkingen  |
| ------------------------------------------------------------------------------------- | -------------------- | --------------------- | --------------- | ------------ | ------------ |
| Pogingen iets van het leven te maken: Het geheime dagboek van Hendrik Groen, 83¼ jaar | 2014                 | 03-09-2014            | 2               | 159          |              |
| Zolang er leven is: Het nieuwe geheime dagboek van Hendrik Groen, 85 jaar             | 2016                 | 03-02-2016            | 1(1wk)          | 118          |              |
| Leven en laten leven                                                                  | 2018                 | 13-06-2018            | 1(1wk)          | 24           |              |
| Een kleine verrassing                                                                 | 2019                 | 12-06-2019            | 2               | 17           |              |
| Opgewekt naar de eindstreep: Het laatste geheime dagboek van Hendrik Groen, 90 jaar   | 2020                 | 11-11-2020            | 1(2wk)          | 12           |              |
| Rust en Vreugd                                                                        | 2021                 | 10-11-2021            | 6               | 15           |              |
| Groeten uit Benidorm                                                                  | 2023                 | 03-05-2023            | 1(1wk)          | 24           |              |
| De drie geheime dagboeken van Hendrik Groen                                           | 2022                 | 17-01-2024            | 54              | 1            | boekenbundel |
| Meneer Putmans ziet het licht                                                         | 2024                 | 14-08-2024            | 1(2wk)          | 14           |              |
| De slag om Rust en Vreugd                                                             | 2025                 | 12-03-2025            | 2               | 10           |              |

- International Standard Name Identifier: 0000 0004 4285 6376
- Library of Congress Control Number: no2016113120
- Nationale Bibliotheek van Tsjechië: xx0213738
- Nationale Bibliotheek van Israël: 987007410230205171
- Nederlandse Thesaurus van Auteursnamen: 375796010
- Système universitaire de documentation: 20041805X
- Virtual International Authority File: 129146936838813782787
- WorldCat: E39PBJghkHG7RwKjHTCxvrckjC